# Åltjärnen (Bräcke socken, Jämtland)
Åltjärnen är en sjö i Bräcke kommun i Jämtland och ingår i Ljungans huvudavrinningsområde. Sjön har en area på 0,0936 kvadratkilometer och ligger 402,7 meter över havet. Sjön avvattnas av vattendraget Dysjöån.

## Delavrinningsområde
Åltjärnen ingår i det delavrinningsområde (695107-147798) som SMHI kallar för Ovan 695137-147965. Medelhöjden är 420 meter över havet och ytan är 2,41 kvadratkilometer. Det finns inga avrinningsområden uppströms utan avrinningsområdet är högsta punkten. Dysjöån som avvattnar avrinningsområdet har biflödesordning 2, vilket innebär att vattnet flödar genom totalt 2 vattendrag innan det når havet efter 140 kilometer. Avrinningsområdet består mestadels av skog (61 procent). Avrinningsområdet har 0,07 kvadratkilometer vattenytor vilket ger det en sjöprocent på 3 procent.